# Karl Abraham
Pour les articles homonymes, voir Abraham (patronyme).
Karl Abraham, né le 3 mai 1877 à Brême et mort le 25 décembre 1925 à Berlin, est un psychiatre et psychanalyste allemand. Il est l'un des pionniers de la psychanalyse et le fondateur de l'Institut de psychanalyse de Berlin (1920).

## Biographie
Karl Abraham naît à Brême, dans une famille allemande juive orthodoxe. Certaines sources font de son père un commerçant d'autres, un professeur de religion juive et prédicateur : selon Bernard Lemaigre, le père de Karl Abraham, âgé de 31 ans en 1873, « avait abandonné par amour la carrière professorale et ouvert un commerce de gros ». Hilda C. Abraham, la fille de Karl Abraham, décrit son grand-père comme « une figure patriarcale », mais que jamais sa foi orthodoxe ne rendit intolérant ou obsessionnel, et qui resta jusqu'à sa mort le chef de la communauté juive à laquelle appartenait sa famille. Hilda C. Abraham dit de sa grand-mère Ida que, même si celle-ci « était, par certains côtés, le prototype de la mère juive anxieuse », en particulier vis-à-vis de Max, le frère aîné de Karl, « enfant fragile et maladif », elle n'en était pas moins « une femme aimante et chaleureuse », dotée d'humour ainsi qu' « une femme intelligente, qui lisait et écrivait l'anglais ». Les parents de Karl Abraham étaient cousins germains.
Très tôt, Karl Abraham manifesta des dons pour les langues, tout en s'intéressant à la philosophie et à la linguistique ; il savait le grec et le latin, possédait bien l'anglais, l'espagnol et l'italien, avait des connaissances en danois, hollandais et français. Ayant suivi le dimanche un enseignement religieux et des cours d'hébreu, il montra un certain intérêt pour le Talmud, lié d'ailleurs à sa « curiosité pour l'ethnologie et la recherche des origines ». C'est plutôt par nécessité qu'après avoir commencé en 1895 des études de dentisterie (« considérées comme plus rémunératrices ») à l'université de Wurtzbourg, il étudie l'année suivante la médecine à l'université Humboldt de Berlin et achève sa formation universitaire à Fribourg-en-Brisgau. 
En 1906, il épouse Hedwig Bürgner, sa cousine. Ils auront deux enfants. Abraham analysera sa fille Hilda et écrira l'histoire de son cas en 1913 dans un article : « La petite Hilda, rêveries et symptômes chez une petite fille de sept ans ». Hilda Abraham (1906-1971), elle-même psychiatre et psychothérapeute, fit beaucoup pour éditer et faire connaître l'œuvre d'Abraham,, notamment en publiant une biographie de son père.

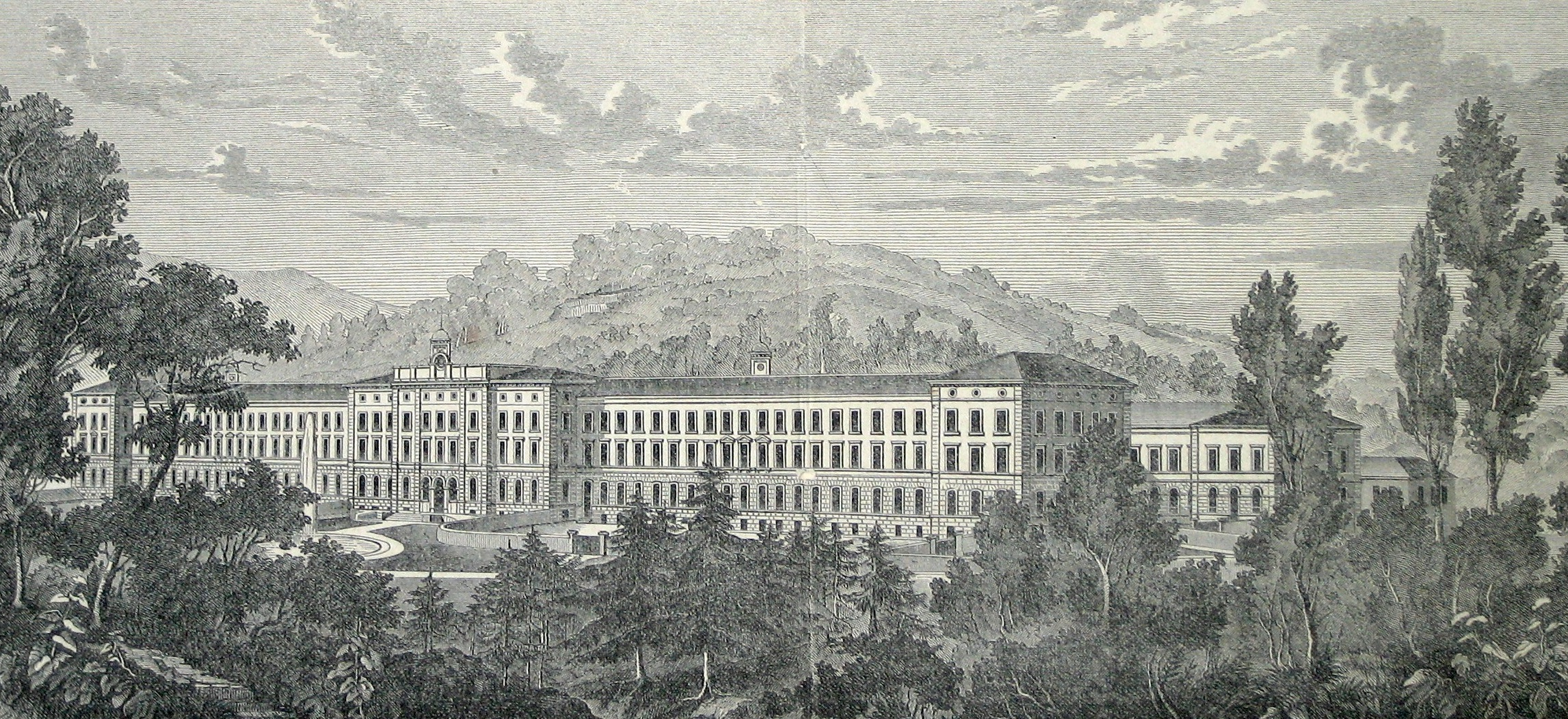
La clinique psychiatrique du Burghölzli vers 1890.

Karl Abraham se forme comme psychiatre, à Berlin, puis à Zurich, à la clinique psychiatrique du Burghölzli, auprès d'Eugen Bleuler. Il s'y initie notamment à la psychanalyse auprès de Carl Gustav Jung, médecin-chef de la clinique. Il prend connaissance plus avant des écrits freudiens. Il rend visite à Freud le 15 décembre 1907. À l'issue de cette première rencontre, les deux hommes entretiendront une importante correspondance, d'environ cinq cents lettres, échangées entre 1905 et 1925.
En 1907, il s'installe comme psychanalyste à Berlin. Hermann Oppenheim, une personnalité de Berlin, créateur de la notion de « névrose traumatique » et par ailleurs l'un de ses parents, l’accueille dans sa polyclinique. Durant cette année 1907, il s’intéresse à l’étude du traumatisme par rapport à la sexualité infantile dans l’hystérie et la démence. Freud le guide dans ses premières formulations.  
Durant la Première Guerre mondiale, il est employé à des fonctions de chirurgien. Ce travail auprès de personnes souffrant de traumatismes physiques enrichit sa compréhension des traumatismes psychiques. Par la suite, Abraham forme le projet d'un service de psychiatrie à l'hôpital qui devient véritablement un service de pratique psychanalytique. Avec Sándor Ferenczi et Ernst Simmel, il est à l'origine de la psychanalyse des névroses de guerre chez les soldats.

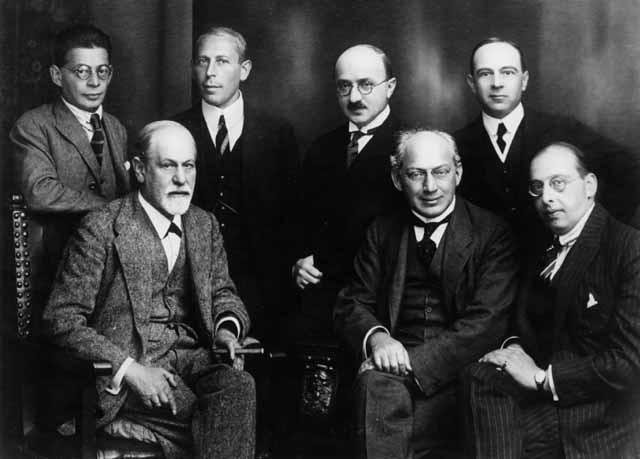
Le comité secret : Rank, Freud, Abraham, Eitingon, Ferenczi, Jones, Sachs (1922)

Il est le premier président de la Société allemande de psychanalyse (Deutsche Psychoanalytische Gesellschaft / DPG),  fondée en 1910, et qui s'est d'abord appelée l'Association psychanalytique de Berlin (Berliner Psychoanalytische Vereinigung). Il fonde l'Institut psychanalytique de Berlin en 1920, avec Ernst Simmel et Max Eitingon. Il succède à Carl Gustav Jung à la présidence de l'Association psychanalytique internationale, en 1918, puis en 1925. Il est dès l'origine l'un des membres du « Comité secret », ce conseil restreint des plus proches collaborateurs de Freud, entre 1912 et 1936, par lequel les premiers psychanalystes tentaient de structurer le mouvement psychanalytique naissant.
Il est coéditeur du Jahrbuch der Psychoanalyse (de), du Zentralblatt für Psychoanalyse ainsi que de la revue Internationale Zeitschrift für Psychoanalyse.   
Sa mort prématurée, le 25 décembre 1925, à l'âge de 48 ans, fut ressentie douloureusement par Freud comme une grande perte pour le mouvement psychanalytique.
Quelque temps avant sa mort, Karl Abraham s'était engagé avec Hanns Sachs dans le projet d'un film sur la psychanalyse, avec lequel Freud n'était d'ailleurs pas d'accord: Sachs et lui ont conseillé l'équipe de tournage du film Les Mystères d'une âme (Geheimnisse einer Seele) qui fut réalisé par Georg Wilhelm Pabst en 1926.

## L'analyste

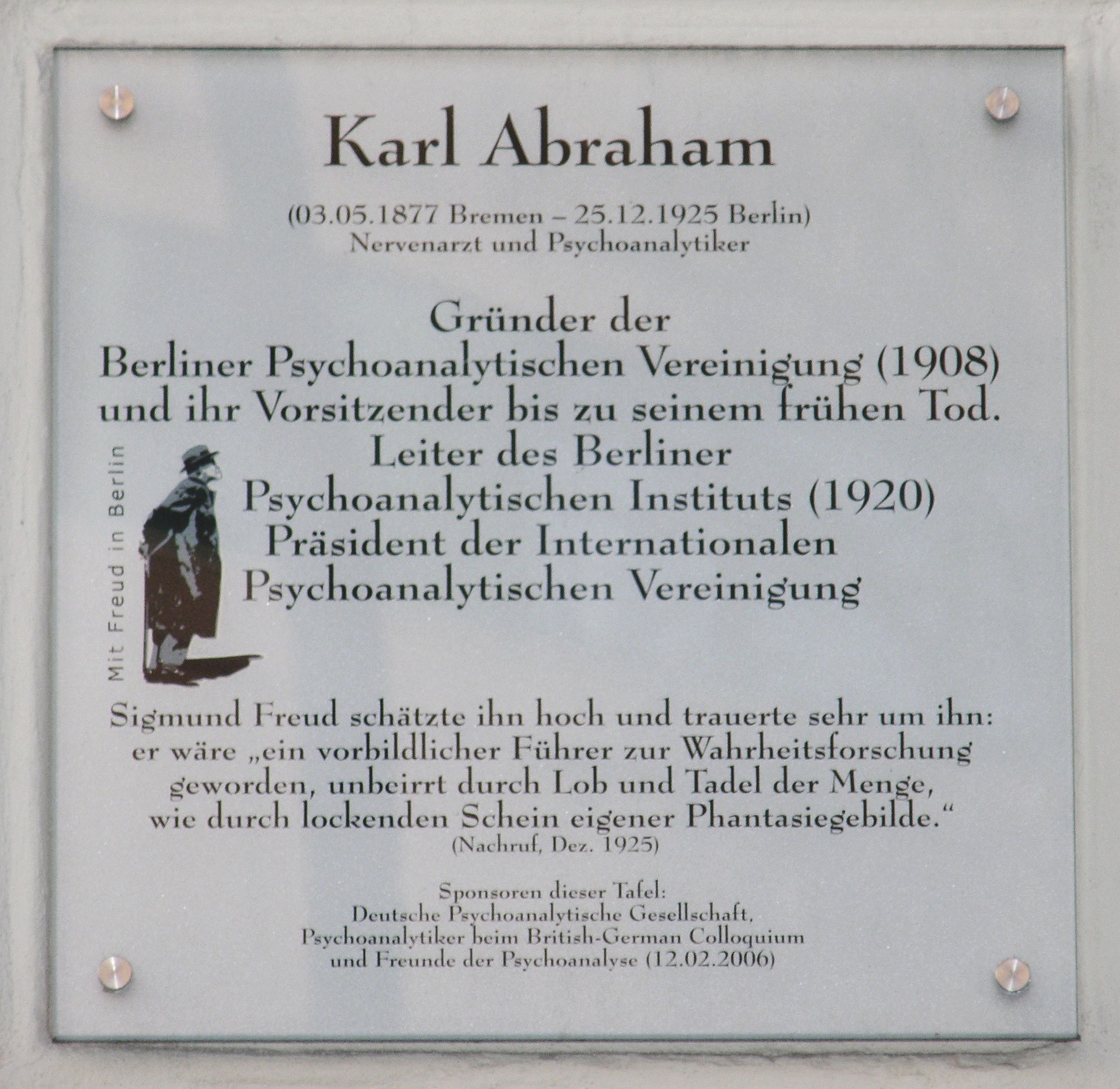
Plaque commérotative pour Abraham à la Berliner Rankestraße

Il a été l'analyste didacticien de Felix Boehm, d'Hélène Deutsch, des britanniques Edward Glover, James Glover et Alix Strachey, de  Karen Horney, de Carl Müller-Braunschweig, de Sándor Radó, de Theodor Reik et d'Ernst Simmel. Il est connu pour avoir été l'un des deux analystes inspirateurs de la pensée de Melanie Klein, après Sándor Ferenczi, lorsque celle-ci s'installe à Berlin en janvier 1921. Attentif à la formation des analystes, il met au point le dispositif de formation en place à l'Institut psychanalytique de Berlin qui devient un modèle pour les autres instituts psychanalytiques. 
Contrairement à Freud et à Ferenczi, Karl Abraham était opposé à la pratique de la psychanalyse par des non-médecins. Il considérait que les non-médecins devaient plutôt « se consacrer à la psychanalyse appliquée », ainsi qu'il l'avait recommandé à Theodor Reik. Cette position d'Abraham, et la mort de celui-ci, sont antérieures au Xe congrès international d'Innsbruck de 1927, où cette question de l'exercice de la psychanalyse par des « laïcs », c'est-à-dire par des non-médecins, fait l'objet de controverses. Freud venait alors de publier La question de l'analyse profane (1926) où il prenait la défense de Reik accusé d'exercer la médecine illégalement, mais dans la perspective, dans ce texte, de mettre en valeur l'indépendance de la psychanalyse par rapport à la médecine.

## Travaux de recherche de Karl Abraham
L'œuvre de Karl Abraham comporte plusieurs périodes. De 1907 à 1910, ses travaux de recherche portent sur l'hystérie et la démence précoce (que Bleuler va appeler la schizophrénie), ainsi que sur le trauma sexuel. Abraham s'intéresse ensuite à la « psychose maniaco-dépressive », au complexe de castration chez la femme et aux relations du rêve au mythe; enfin, il travaille sur les trois stades de la libido, anal, oral, génital.

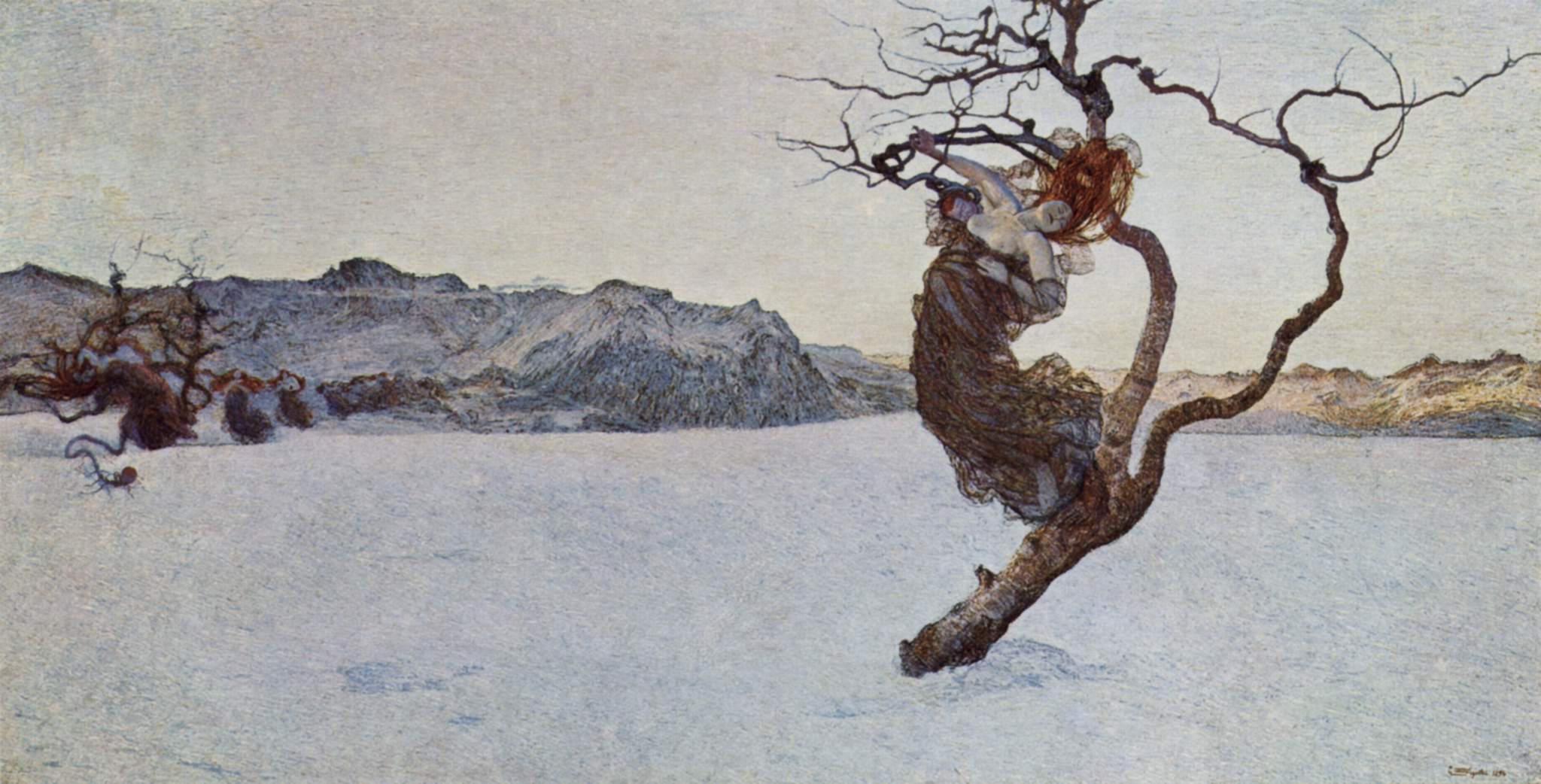
Abraham publie une étude sur le peintre Giovanni Segantini. Ici, Les mauvaises mères de Segantini

 Abraham publie deux études importantes de psychanalyse appliquée en 1911, l'étude sur le peintre Giovanni Segantini (1859-1899) et en 1912, Amenhotep IV (Echnaton). Contribution psychanalytique à l'étude de sa personnalité et du culte monothéiste d'Aton.

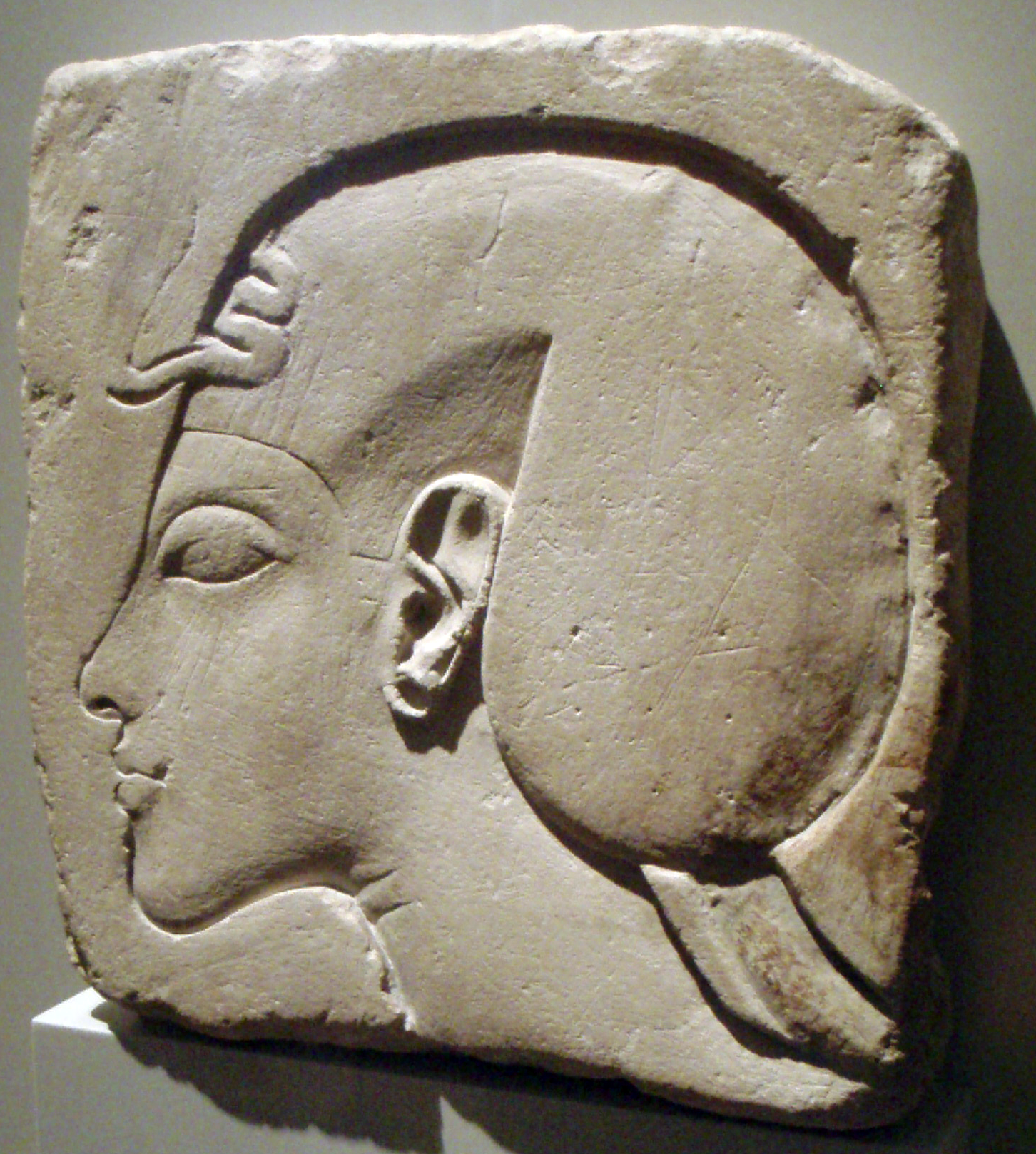
Akhenaton fait l'objet d'un essai d'Abraham

Les découvertes originales d'Abraham se situent dans le domaine de la libido, dans  « Esquisse d'une histoire du développement de la libido fondée sur la psychanalyse des troubles mentaux » (Versuch einer Entwicklungsgeschichte der Libido auf Grund der Psychoanalyse seelischer Störungen, 1924). À partir de la théorie de Freud sur les stades des organisations prégénitales (1916/1917), Karl Abraham introduit un stade oral-cannibalique en proposant une activité buccale double, sucer et mordre, et en déduit deux modes de relations objectales précoces différents, l'incorporation par la succion et la destruction par la morsure, d'où un conflit d'ambivalence dans la vie de l'enfant. Cette ambivalence pulsionnelle dans la vie sexuelle infantile aux stades prégénitaux amène Karl Abraham à y relier les troubles mélancoliques chez l'adulte : un retrait de l'investissement libidinal de l'objet fait que la libido ainsi libérée se tourne vers le Moi, provoquant l'introjection de l'objet. Abraham relie de la sorte la psychogenèse de la mélancolie à la mère décevante lors de la phase précoce du développement de la libido Partant, il crée un lien associatif entre le complexe d'Œdipe et le stade cannibalique du développement de la libido, permettant l'introjection consécutive des deux objets d'amour, le père et la mère.
Karl Abraham est l'un des fondateurs de la recherche psychanalytique sur les psychoses. Avant même ses travaux de recherche sur la psychose maniaco-dépressive entre 1916 et 1924, il s'était penché sur la schizophrénie dès 1908 dans « Les différences psychosexuelles entre l'hystérie et la démence précoce » (Die psychosexuelle Differenz der Hysterie und der Dementia Präcox). En ce domaine de la psychose, l'importance des recherches d'Abraham réside dans la mise à jour des troubles dans le secteur libidinal qui secondarisent les troubles de la fonction du Moi, la théorie de la libido permettant de comprendre la schizophrénie. Dans le texte de 1908, il avait également introduit la notion d'autisme, reprise ensuite par Eugen Bleuler (1911).
La différenciation entre les stades libidinaux, qui suscite l'intérêt de plusieurs psychanalystes après Freud, est surtout le fait de Karl Abraham dans son essai de 1924 où il en dresse le tableau. Chez Abraham, le stade sadique-oral coïncide avec la pousse des dents et la possibilité, par la morsure, de détruire l'objet; il est concomitant du fantasme  de dévoration par la mère. Dans le cadre d'étude des relations d'objet, le concept de stade oral a acquis une signification plus complexe chez des auteurs comme Melanie Klein et Bertram Lewin. Par rapport à Freud, Abraham subdivise aussi le stade sadique-anal en une première phase érotique-anale qui correspond à l'évacuation où l'objet se trouve détruit, et en une deuxième phase de rétention et de contrôle possessif de l'objet lié également à l'érotisme anal pour la pulsion sadique. En ce qui concerne la relation différenciée entre l'identification à une personne comprise comme objet total et un « amour partiel d'objet » lié à son incorporation, Karl  Abraham a été le précurseur de Melanie Klein sur la notion d'objet partiel développée ensuite par cette auteur et par la psychanalyse.

## Œuvres
En Allemagne, les œuvres complètes de Karl Abraham en deux volumes (autrefois éditées chez Fischer), sont éditées par Johannes Cremerius (de) avec une introduction de Johannes Cremerius, au  Psychosozial-Verlag.
- Psychoanalytische Studien. Gesammelte Werke in zwei Bänden, éditées et introduites par Johannes Cremerius, 2 volumes, Psychosozial-Verlag, Gießen, 1999[24].

En France :
- Les œuvres complètes de Karl Abraham en deux volumes, traduites par Ilse Barande, avec la collaboration d'Élisabeth Grin, introduction d'Ilse Barande, sont éditées en 2000 chez Payot et Rivages (seconde édition et reprise d'une première édition publiée en 1965)[24].
- La Correspondance, 1907-1926 Sigmund Freud — Karl Abraham, rassemblée par Hilda C. Abraham et Ernst L. Freud, traduite par Fernand Cambon et Jean-Pierre Grossein, est parue chez Gallimard en 1969 (d'après Bernard Lemaigre, dans son livre de 2003, elle n'est pas complète; certaines lettres manquent et certains passages ont été censurés, par exemple celui où Freud critique la position de Karl Abraham à propos de l'analyse « profane »)[24].

### Ouvrages et articles de Karl Abraham
- La Petite Hilda, Paris, Puf, coll. «Le fil rouge», 1976 [publié avec Karl Abraham : biographie inachevée, de Hilda Abraham]. «Little Hilda: Daydreams and a symptom in a seven-year-old girl», International Review of Psychoanalysis, 1974, vol. 1, p. 5-14).
- Sur les névroses de guerres (avec Sigmund Freud et Sandor Ferenczi), Paris, Payot, coll. « Petite Bibliothèque Payot », 2010,  (ISBN 222890578X)
- Manie et mélancolie. Sur les troubles bipolaires, Paris, Payot, coll. « Petite Bibliothèque Payot », 2010,  (ISBN 2228905925)
- Perte, deuil et introjection, Paris, Payot & Rivages, 2010, coll. « Petite Bibliothèque Payot » [en annexe du texte de S. Freud, Deuil et mélancolie].
- Giovanni Segantini, Essai psychanalytique (1911), dans Œuvres complètes, tome I / 1907-1914, Paris, Payot & Rivages, 2000.
- Amenohotep IV (Echnaton). Contribution psychanalytique à l'étude de sa personnalité et du culte monothéiste d'Aton  (1912), dans Œuvres complètes, tome I / 1907-1914, Paris, Payot & Rivages, 2000.
- Correspondance complète (1907–1926) avec Sigmund Freud, Paris, Gallimard, coll. «Connaissance de l'inconscient», 2006,  (ISBN 2070742512). [Traduction de Briefe 1907-1926, éd. Hilda C. Abraham & Ernst L. Freud].
- Psychanalyse et culture, Paris, Payot, coll. « Petite Bibliothèque Payot », 1969.
- (Chapitre d'ouvrage collectif) Le complexe de castration : un fantasme originaire, Paris, Tchou Sand, coll. «Les grandes découvertes de la psychanalyse», 1997.  (ISBN 2-7107-0590-7)

### Textes en ligne
- 1911 : Une analyse de rêve par Ovide (traduction française de l'article allemand Eine Traumanalyse bei Ovid, Zentralblatt für Psychoanalyse, II, Heft 3, décembre 1911).
- 1919 : Remarques à propos de la communication de Ferenczi sur « Les névroses du dimanche » (traduction française de l'article allemand Bemerkungen zu Ferenczis Mitteilung über »Sonntagsneurosen«, Zentralblatt für Psychoanalyse, II, Heft 3, décembre 1911).
- 1922 : L’Acte manqué d’un octogénaire (traduction française de l'article allemand Die Fehlleistung eines Achtzigjährigen, Internationale Zeitschrift für Psychoanalyse, V, Heft 3, p. 203-204, octobre 1919).
- 1923 : Une théorie infantile de la conception du sexe féminin (traduction française de l'article Eine infantile Theorie von der Entstehung des weiblichen Geschlechtes, Internationale Zeitschrift für Psychoanalyse, IX, Heft 1, mars 1923).
- * Amenhotep IV (Echnaton). Contribution psychanalytique à l’étude de sa personnalité et du culte monothéiste d’Aton, article en ligne.